# Romeo Vučić
Romeo Vučić (Vienna, 30 gennaio 2003) è un calciatore austriaco, attaccante dell'Austria Vienna.

## Carriera

### Club
Vučić è cresciuto nel settore giovanile dell'Austria Vienna, dove il 3 luglio 2021 ha firmato il suo primo contratto professionistico ottenendo la promozione nella squadra riserve.
Il 21 novembre 2021 ha debuttato in prima squadra nell'incontro di Bundesliga pareggiato 0-0 contro l'Austria Klagenfurt. Ha segnato il suo primo gol il 6 marzo 2022 nel successo per 2-1 contro l'Admira Wacker M..

### Nazionale
Ha giocato nelle nazionali giovanili austriache Under-15 ed Under-16.

## Statistiche

### Presenze e reti nei club
Statistiche aggiornate al 9 dicembre 2023.
| Stagione        | Squadra           | Campionato      | Campionato | Campionato | Coppe nazionali | Coppe nazionali | Coppe nazionali | Coppe continentali | Coppe continentali | Coppe continentali | Altre coppe | Altre coppe | Altre coppe | Totale | Totale | Totale |
| Stagione        | Squadra           | Comp            | Pres       | Reti       | Comp            | Pres            | Reti            | Comp               | Pres               | Reti               | Comp        | Pres        | Reti        | Pres   | Reti   |        |
| --------------- | ----------------- | --------------- | ---------- | ---------- | --------------- | --------------- | --------------- | ------------------ | ------------------ | ------------------ | ----------- | ----------- | ----------- | ------ | ------ | ------ |
| 2020-2021       | Austria Vienna II | 2L              | 1          | 0          |                 | -               | -               |                    | -                  | -                  |             | -           | -           | 1      | 0      |        |
| 2021-2022       | Austria Vienna II | 2L              | 12         | 1          |                 | -               | -               |                    | -                  | -                  |             | -           | -           | 12     | 1      |        |
| 2022-2023       | Austria Vienna II | 2L              | 11         | 2          |                 | -               | -               |                    | -                  | -                  |             | -           | -           | 11     | 2      |        |
| 2021-2022       | Austria Vienna    | BL              | 9          | 1          | CA              | 0               | 0               |                    | -                  | -                  |             | -           | -           | 9      | 1      |        |
| 2022-2023       | Austria Vienna    | BL              | 9          | 0          | CA              | 2               | 0               | UEL+UECL           | 1+1                | 0                  |             | -           | -           | 13     | 0      |        |
| 2023-2024       | Austria Vienna    | BL              | 7          | 1          | CA              | 1               | 0               | UECL               | 0                  | 0                  |             | -           | -           | 8      | 1      |        |
| Totale carriera | Totale carriera   | Totale carriera | 49         | 5          |                 | 3               | 0               |                    | 2                  | 0                  |             | -           | -           | 54     | 5      |        |